# Goedarechi
Goedarechi (Georgisch: გუდარეხი) is een dorp in het zuiden van Georgië met 12 inwoners (2014) en ligt in de gemeente Tetritskaro van de regio Kvemo Kartli. Goedarechi is gesitueerd op de Bedenirichel ten noorden van de stad Tetritskaro op ongeveer 1100 meter boven zeeniveau. De nederzetting is voornamelijk bekend van een kloostercomplex en de archeologische vindplaats die er zich bevinden. Tot 1947 heette het dorp Goristavi (Georgisch: ღორისთავი).

## Geschiedenis
Drie kilometer ten oosten van het huidige dorp lag in de middeleeuwen een stedelijke nederzetting. Dit werd in 1938-1939 door een grootschalig archeologisch onderzoek en opgravingen aangetoond, toen restanten van een dergelijke middeleeuwse stedelijke nederzetting met een goed ontwikkelde aardewerkproductie werden gevonden. De archeologische plek bestaat uit een verwoest paleis, woongebouwen, een wijnkelder, een gebouw met pilasters en verschillende andere gebouwen die dateren uit de 12e-13e en 16e-17e eeuw.
Aan de zuidkant de verwoeste nederzetting ligt het Goedarechiklooster dat bestaat uit een kerk met één schip en een vrijstaande klokkentoren van twee verdiepingen. De kerk werd in de 13e eeuw gebouwd in opdracht van de architect Tsjitsjaporisdze. De klokkentoren werd in 1278 gebouwd tijdens het bewind van Demetrius II. Het klooster werd in 2006 gerenoveerd.
Goedarechi is binnen de gemeente administratief ingedeeld bij de gemeenschap Tsjchikvti (Georgisch: ჩხიკვთის თემი, Tsjchikvtis temi), waar nog zeven dorpen bij horen.

## Demografie
Van Goedarechi zijn weinig oude bevolkingsgegevens bekend. Volgens de volkstelling van 2014 had Goedarechi 12 inwoners.
| Aantal                                           | 10 | 12 |
| Verantwoording data: Volkstellingen 2002 en 2014 |    |    |

## Foto's
Foto's van het Goedarechiklooster:

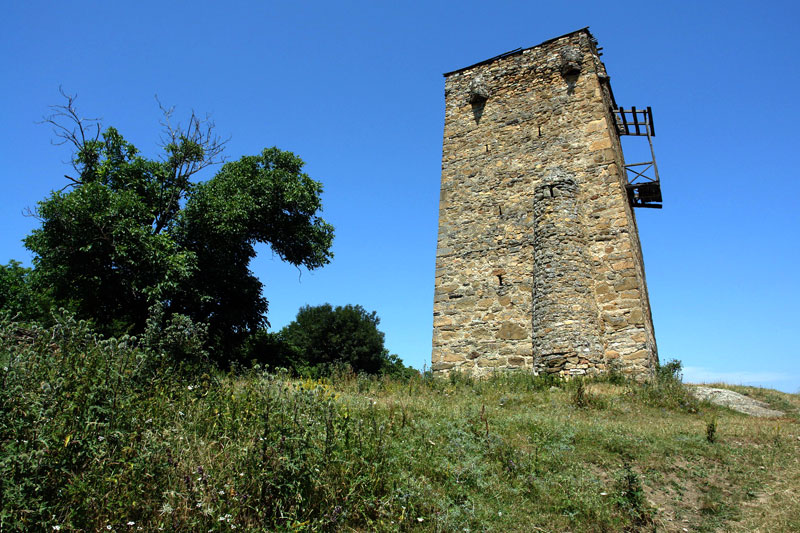
Goedarechitoren
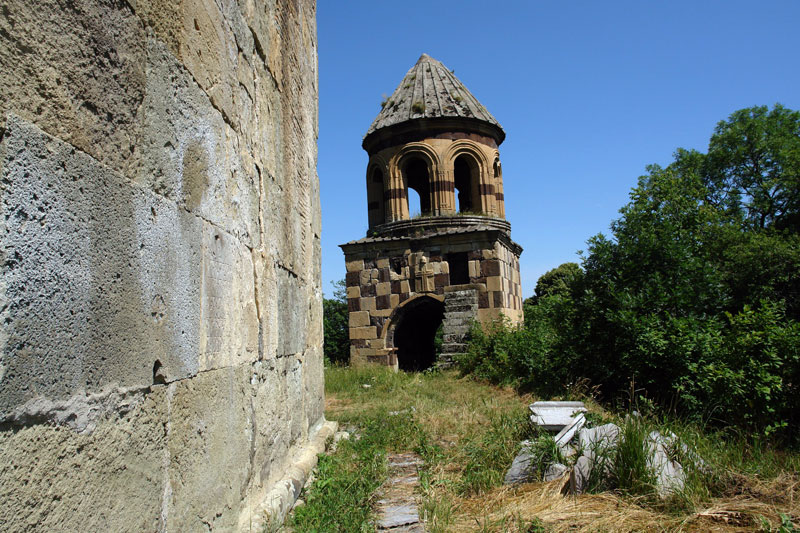
Goedarechiklooster
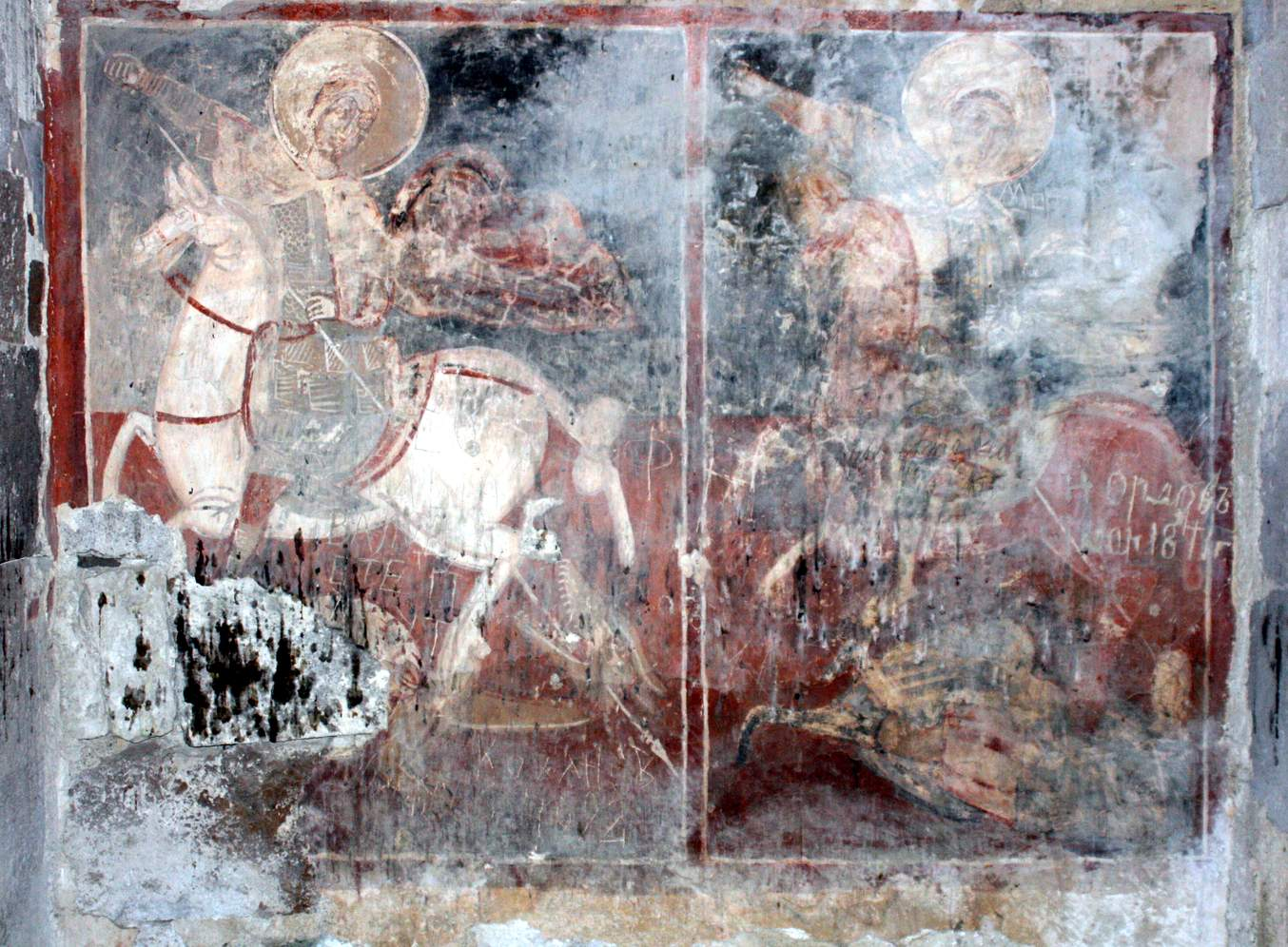
Kloosterfresco's